# Sinularia densa
Sinularia densa är en korallart som först beskrevs av Thomas Whitelegge 1897.  Sinularia densa ingår i släktet Sinularia och familjen läderkoraller. Inga underarter finns listade i Catalogue of Life.